# Imugi
Az imugi (hangul: 이무기, 이목, handzsa: 璃目, RR: imugi, imok) a koreai mitológia kígyóhoz hasonlatos szörnylénye. Korea különböző területeiről és korszakaiból is számos legenda fűződik alakjához.

## Jellemzői
Az imugi kígyószerű, szarvatlan, mitikus, khtonikus (az alsó világot képviselő) lény. Teste hosszú, több tízméteres is lehet, és pikkelyek borítják. Repülni nem tud, csak ha elkap egy joidzsut, s általa sárkánnyá válik. A joidzsu (hangul: 여의주, handzsa: 如意珠, RR: yeouiju)) egy gyöngyszerű tárgy, mely korlátlan hatalommal ruházza fel birtokosát, és lehetővé teszi, hogy kedve szerint alkosson. Egyes történetek szerint az imugik protosárkányok, akiket elátkoztak, ezért nem tudnak sárkánnyá fejlődni, mások szerint pedig ezer évig hideg vízben kell élniük ahhoz, hogy teljes értékű sárkány válhasson belőlük. Khtonikus lény lévén az imugi leggyakrabban vizekben (pl. tavakban, lassú folyású folyókban), vagy barlangokban él. Általában véve jóságos és segítőkész, s ezért jó szerencsét jelent, ha az ember találkozik eggyel. Mindezek ellenére tud kegyetlen és gonosz is lenni, és számos mítoszban kárt okoz az embereknek.
Ebből a hatalmas kígyószerű lényből többféle is létezett. Ezek egyikének neve Kkangcshori (hangul: 깡철이, RR: Kkangcheori)). Ő olyan imugi, aki a joidzsu megszerzése nélkül is képes a repülésre. A hagyomány úgy tartja, hogy Kjongszangdo területein szokott kószálni, s ő a szárazságok okozója. A tűzzel zabolátlanul bánik, így sokszor zűrzavart keltő, gonosz sárkánynak tekintik.

## Az elnevezés eredete
Az imugi szó a Szamguk juszában (hangul: 삼국유사, handzsa: 三國遺事, RR: Samguk yusa; „A három királyság emlékezete”, 1279), azon belül is Pojang történetében megjelenő Imokra (hangul: 이목, handzsa: 璃目, RR: Imok) vezethető vissza, aki a Nyugati-tenger sárkánykirályának fia. A legendában Pojang elbújtatja Imokot az Ég Urának haragja elől, és egy körtefára mutat, mikor követe keresi őt. Az Ég Ura abban a hitben, hogy Imok áll ott, villámával lesújt a fára. A körtefa (梨木, 이목, imok) ejtése megegyezik Imok nevének ejtésével, illetve szájhagyomány szerinti elnevezése (李木, 이목, imok), mely szilvafát jelent, szintén így hangzik.

## Mítoszok

### Pojang legendája
A Silla-, illetve korai Korjo-korban (i. sz. 10. század eleje) játszódó történet szerint, mikor Pojang (hangul: 보양, handzsa: 寶壤, RR: Boyang), az Unmun-templom egyik szerzetese hazaindult Kínából, a Nyugati-tenger sárkánykirálya (Szohejongvang, 서해용왕, 西海龍王, Seohaeyongwang) arany selyemköntöst adott neki, és mellé rendelte Imok nevű fiát, hogy vigyázza Pojang útját. Az egyik éjjel Imok, Pojang parancsára esőt fakasztott. Cshondzse (hangul: 천제, handzsa: 天帝, RR: Cheonje), azaz az Ég Ura úgy ítélte, hogy Imok ezzel túllépi a számára engedett határokat, ezért megpróbálta megölni őt. Pojang a veranda alá bújtatta Imokot, s egy körtefára mutatott, amit az Égi Úr – abban a hitben, hogy Imokot látja –, villámával felgyújtott, majd távozott. Imok így megmenekült, majd a neki segítőként szolgáló megsemmisült körtefát is visszahívta az életbe.

### Az esőhozó imugi
Imok gyakran változott át tóban élő sárkánnyá, amire egy szerzetes rájött, miután követte Imokot. Egy évben hatalmas szárazság sújtotta a térséget, ezért ez a szerzetes megkérte Imokot, hogy hozzon esőt, amivel megakadályozhatja, hogy rossz legyen az évi termés. Imok először a Nagy Jádecsászár (Okhvangszangdzse, 옥황상제, 玉皇上帝, Okhwangsangje) haragjától félve vonakodott, hogy teljesítse a szerzetes kérését, de unszolására, miután az megígérte, hogy segít neki megmenekülni a Jádecsászár halálos büntetése elől, beleegyezett. A szerzetes a kőpadló alá bújtatta Imokot, s mikor megérkezett a Jádecsászár követe, egy jujubafára mutatott, és Imoknak nevezte. Így a szerzetesnek hála Imok életben maradt. Ezután ahelyett, hogy elhagyta volna a területet, a tóban élt tovább, s mindig, amikor szárazság uralkodott, elhozta az esőt az embereknek.
Pojang legendája és az esőhozó imugi története majdnem teljesen megegyezik (csupán a tó neve, melyben az imugi élt, tér el területenként). Azonban a megszokott felfogással ellentétben, miszerint a kígyószerű imugi bizonyos tanulóidő után vastag felhők és erős esőzés kíséretében a mennybe emelkedik, ebben a legendában ez nem történik meg. Ehelyett az imugi továbbra is a tóban marad, és olyan barátságos lényként jelenik meg, mely hajlandó az önfeláldozásra is, hogy az embereken segítsen.

### Az Imjong-hegyi kőrakás
A legenda szerint egy bősz imugi lakott az Imjongszan (hangul: 이명산, handzsa: 理明山, RR: Yimyeongsan) hegyen levő tóban. Zsarnoksága megtöréséhez a hegyet övező falvak lakosai tűzben égetett köveket dobtak a tóba. A tüzes kövektől felforrt a tó vize, ezért az imugi kimászott belőle, és elmenekült. A buddhista szerzetesek szerint a hegycsúcson levő kőrakást éppen ezek az imugit legyőző kövek alkotják.

### A Szambujon-vízesés
A Szambujonphokpho (hangul: 삼부연폭포, handzsa: 三釜淵瀑布, RR: Sambuyeonpokpo) legendája a kései három királyság korából, Kung Je király (궁예왕, Gungyewang, 901-918) uralkodási idejéből származik, a mai Kangvon provinciabeli Csholvonból. A történet szerint négy imugi élt azon a területen, és maguk morális és vallási művelésével foglalkoztak. A négy közül három sárkánnyá válva felemelkedett. Megrepesztették a sziklákat, és három forrást fakasztottak belőlük, melyekből a kiömlő víz egy-egy tál alakú mederbe folyik. Az így keletkezett három tavacska neve Nogüthang, Szotthang és Kamathang (노귀탕, 솥탕, 가마탕, Nogeutang, Sottang, Gamatang). A negyedik kígyó azonban elszalasztotta a lehetőséget a sárkánnyá válásra, így időnként, hogy az embereket zaklassa, távol tartotta az esőt. Nagy szárazságok idején ezért a három vízesésnél esőszertartásokat végeztek, és viharért imádkoztak.

## Megjelenése a populáris kultúrában
2007-ben jelent meg a D-War (koreaiul: 디워, Di-Wo) című amerikai–dél-koreai koprodukciós fantázia-akciófilm, Sim Hjongne (koreaiul:심형래, Shim Hyeong-rae) rendezésében, mely megjelenésének évében Dél-Korea legnagyobb költségvetésű filmje lett.